# Jaroslav Palas
Jaroslav Palas (* 2. října 1952 Bruntál) je český politik, od 90. let 20. století poslanec České národní rady a Poslanecké sněmovny za KSČM, pak za Levý blok a od roku 1995 za ČSSD, v letech 2002–2005 ministr zemědělství ČR, v letech 2008–2012 hejtman Moravskoslezského kraje, v letech 2010–2016 senátor za senátní obvod č. 64 – Bruntál. Zvolen do Senátu byl za ČSSD, v závěru roku 2012 se však z této strany rozhodl vystoupit.

## Život
Pochází z učitelské rodiny (jeho otec Josef Palas byl v 50. letech komunistickým poslancem). Absolvoval s problémy Střední zemědělsko-technickou školu a poté odešel do Bulharska, kde už působil jeho bratr, a vystudoval zde Vysokou školu vinařskou v Plovdivu. Během studií se aktivně věnoval atletice.
V roce 1981 vstoupil do KSČ, vystudoval také Večerní univerzitu marxismu-leninismu (VUML). Pracoval v zemědělství jako agronom a posléze jako náměstek státního statku v Městě Albrechticích.
Ve volbách v roce 1992 byl zvolen do České národní rady za koalici Levý blok, kterou tvořila KSČM a menší levicové skupiny (volební obvod Severomoravský kraj). Zasedal v zemědělském výboru.
Od vzniku samostatné České republiky v lednu 1993 byla ČNR transformována na Poslaneckou sněmovnu Parlamentu České republiky. Během volebního období 1992–1996 přešel do strany Levý blok (skupina reformní levice, která po rozpadu koalice Levý blok přijala název této střechové platformy a v parlamentu působila nezávisle na KSČM). V roce 1994 byl vyloučen z KSČM za účast při formování Levého bloku. V listopadu 1995 opustil Levý blok a přešel do klubu ČSSD. Mandát poslance obhájil ve volbách roku 1996 za ČSSD. Opětovně byl zvolen ve volbách roku 1998 a volbách roku 2002. V letech 1996–1998 byl místopředsedou zemědělského výboru, od roku 1998 do roku 2002 i jeho předsedou. V poslanecké sněmovně setrval do září 2004.
V letech 2002–2005 byl ministrem zemědělství ve vládách Vladimíra Špidly a Stanislava Grosse. V roce 2006 byl předsednictvem sociální demokracie vyřazen z moravskoslezské kandidátky ČSSD do parlamentních voleb pro účast při nevýhodném prodeji státního podílu v potravinářské firmě Setuza v době jeho působení na ministerstvu zemědělství.
V listopadu 2007 byl moravskoslezskou ČSSD zvolen lídrem kandidátky pro krajské volby v roce 2008. Poté, co v říjnu 2008 drtivě vyhrála ČSSD krajské volby, se 13. listopadu stal hejtmanem Moravskoslezského kraje.  Uzavřením koaliční dohody mezi ČSSD a KSČM se poprvé od listopadu 1989 dostali na krajské úrovni k moci komunisté.  Hejtmanský post zastával do krajských voleb v roce 2012, kdy již nebyl lídrem ČSSD.
Mezitím byl ve volbách 2010 zvolen za ČSSD do senátu za obvod č. 64 – Bruntál. V závěru roku 2012 se však rozhodl ČSSD opustit a v Senátu umožnit vznik klubu KSČM a SPOZ. Jeho nová politická příslušnost není zřejmá, internetové stránky Senátu u něj v příslušné kolonce uvádějí: „nezjištěno“.
Je členem dozorčí rady Českých drah.
Jaroslav Palas je vášnivý myslivec a sportovec. V letech 2005–2014 byl předsedou Českomoravské myslivecké jednoty. Je ženatý, má syna. Jeho žena Jiřina je zubařka.

## Kontroverze

### Ministerstvo zemědělství
Během působení na ministerstvu zemědělství byl Jaroslav Palas kritizován za špatnou personální politiku. Jako asistent pro Palase pracoval bývalý agent StB a člen vedení SSM Vojtěch Slówik, který podle kritiků výrazně ovlivňoval Palasovo rozhodování. Ministerstvo bylo také obviněno z klientelismu a korupce v souvislosti se zadáním zakázky při vzniku Platební agentury, která byla přidělena firmě SAP bez výběrového řízení nebo s kauzou Setuza.

### Kauza Setuza
Palas ve funkci ministra zemědělství posvětil prodej firmy Setuza lidem, kteří byli dle týdeníku Respekt napojeni na prominenty organizovaného zločinu Františka Mrázka a Tomáše Pitra. Palas sám potvrdil, že schválil opci na prodej státního podílu akcií firmy Setuza společnosti Český olej. Firma Tomáše Pitra ovládla Setuzu poté, co na ni Podpůrný a garanční rolnický a lesnický fond (PGRLF) musel převést 38 % akcií firmy za 100 milionů korun. Setuza se tak dostala pod absolutní kontrolu firmy Český olej. Následně bylo podáno trestní oznámení proti managementu PGRLF, který měl majetek Setuzy obhospodařovat, a na policii se obrátil i Úřad pro zastupování státu ve věcech majetkových. Trestní oznámení bylo založeno na tom, že šlo o cenu pro stát nevýhodnou. Palasův postup v této kauze byl také příčinou jeho vyřazení z šestého místa kandidátky ČSSD v moravskoslezském kraji ve volbách do sněmovny v roce 2006 poté, co na výzvu ČSSD odmítl sám odstoupit.

### Utajení zaměstnavatelé
Palas po svém nástupu do funkce hejtmana v listopadu 2008 odmítl sdělit v rozhovoru pro internetový portál Aktuálně.cz, pro které firmy v posledních letech pracoval, čímž by mohl vyloučit, že bude ve své funkci vůči některým z nich v konfliktu zájmů.

### Nesrovnalosti v majetku

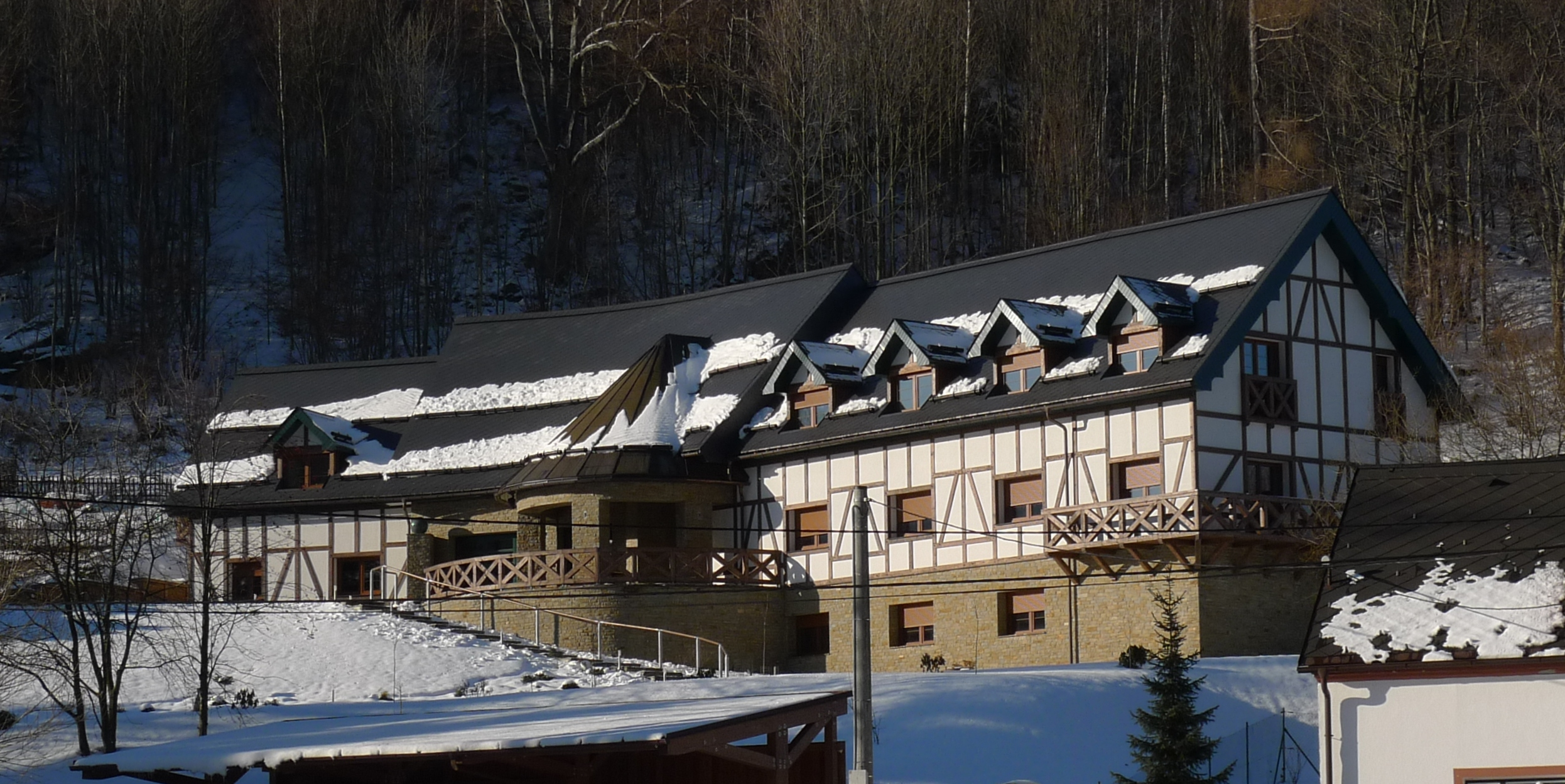
Penzion Jaroslava Palase v Ludvíkově

Podle zjištění časopisu Týden Palas v roce 2010 financoval stavbu luxusního ubytovacího zařízení v Jeseníkách asi tři kilometry od Karlovy Studánky. Za pozemek o rozloze okolo půl hektaru zaplatil cenu přibližně 1,4 milionů Kč, cena samotné stavby byla však mnohonásobně vyšší, odhadem 30 až 40 miliónů Kč. Vzhledem k tomu, že v roce 2002 v majetkovém přiznání uvedl úspory ve výši 200 tisíc Kč, nebylo jasné, jakým způsobem tyto prostředky získal; podle odhadů si mohl vydělat jako poslanec, ministr zemědělství a hejtman okolo sedmi miliónů korun, jeho manželka pak asi devět miliónů Kč. Na otázky po původu chybějících peněz však Palas odmítl odpovědět.
Dne 26. 8. 2015 Policie ČR zastavila vyšetřování ohledně financování penzionu. Sice zjistila, že ve financování rekreačního zařízení je u manželů Palasových rozdíl 10 milionů Kč mezi příjmy a výdaji, ale neprokázala, že by došlo k trestnému činu, neboť nezjistila původ oněch 10 milionů Kč. Mezi Palasovými příjmy je i půjčka 10 milionů Kč od jeho známého, bez těchto peněz by byl rozdíl mezi příjmy a výdaji 20 milionů. Palas na zprávu reagoval s tím, že vyšetřování trvalo příliš dlouho a uvedl: „nemám pocit, že bych kdykoliv udělal něco, co by nebylo v souladu se zákonem.“